# 이시아가 실라
이시아가 실라(프랑스어: Issiaga Sylla, 1994년 1월 1일 ~ )는 현재 수페르리가 엘라다의 아스테라스 트리폴리스와 기니 축구 국가대표팀에서 수비수로 활약하고 있는 기니의 축구 선수이다.

## 구단 경력
실라는 기니의 코나크리에서 태어났다. 그는 2013년 5월 4일, 4-2로 이긴 릴과의 경기에서 왼쪽 미드필더로 선발 출전하며 툴루즈 데뷔 전을 치렀다.
실라는 2015-16 시즌에 승격한 가젤레크 아작시오로 임대되었다.
2023년 1월 31일, 실라는 리그 1의 몽펠리에로 이적하였다.

## 국가대표팀 경력
실라는 2011년 9월 7일 베네수엘라를 상대로 기니 국가대표팀에 데뷔했다. 그는 2015년 아프리카 네이션스컵에서 국가대표팀과 함께 뛰었고, 팀은 8강에 올랐다.